# Upplands-Bro (comuna)
Upplands-Bro (em sueco: Upplands-Bro kommun) é uma comuna da Suécia localizada no condado de Estocolmo.  Sua capital é a cidade de Kungsängen. Possui 235 quilômetros quadrados e segundo censo de 2020, havia 30 195 habitantes. 
A comuna está em grande parte rodeada pelo lago Mälaren, e hoje em dia é um subúrbio da grande cidade de Estocolmo. 
Está ligada por linha férrea a Estocolmo e a Västerås, e é atravessada pela estrada europeia E18 (Karlstad-Estocolmo). 